# Plan-les-Ouates
Plan-les-Ouates (/plɑ̃.le.wat/) est une commune suisse du canton de Genève.

## Géographie
Le territoire de Plan-les-Ouates s'étend sur 5,86 km2. Lors du relevé de 2013-2018, les surfaces d'habitations et d'infrastructures représentaient 55,2 % de sa superficie, les surfaces agricoles 39,0 %, les surfaces boisées 4,6 % et les surfaces improductives 0,7 %.
Elle comprend les localités de Plan-les-Ouates, Arare, Saconnex-d'Arve, Chapelle des Ciers et Cherpines. Elle est limitrophe de Lancy, Veyrier, Troinex, Bardonnex, Perly-Certoux, Confignon, Onex et Carouge.

## Toponymie
Selon le site de la commune, qui semble se fonder sur une proposition d'Henri Jaccard, le nom de la commune aurait pour origine l’eau, par la racine gothique wato ou gwatt.
Cette interprétation serait erronée (pas d'influence gothique en Suisse romande et évolution phonétique invraisemblable) et le nom de la commune désignerait plutôt une plaine ou un plateau où était situé un poste de garde (du germanique wahta, qui a donné guet en français).

## Histoire
Plan-les-Ouates a d'abord été mentionnée en 1537 comme Plan-des-Vuattes. Faisant partie du canton Genevois depuis 1816, la région faisait partie de la commune de Compesières qui loua à l’État de Genève la plaine des Ouates pour y établir le camp des milices. C’est ainsi que la Plaine accueillit, de 1819 à 1875, les hommes accomplissant leurs exercices militaires.
C’est le 16 juin 1851 que Plan-les-Ouates, de par sa volonté d’indépendance, est séparée de la commune de Compesières par décision du Conseil d’État. La nouvelle commune du « haut » comprenait Bardonnex, Charrot, Landecy et Evordes, celle du « bas » regroupait Arare, Saconnex-d'Arve et Plan-les-Ouates, la commune indépendante de Plan-les-Ouates est née le 1er juillet 1851.
Du village de quelque 3 500 âmes en 1970, Plan-les-Ouates est devenue une commune suburbaine de plus de 10 000 habitants. D’origine agricole, la commune a vu de nombreuses industries s’implanter sur la partie maraîchère de son territoire pour donner naissance à une zone industrielle.
À la suite de l'arrivée importante de l'industrie horlogère ces dernières années, le nom a été détourné de façon humoristique en « Plan-les-Watch »,.
La commune célèbre le Feuillu, une fête printanière.

## Politique
La commune est dirigée par un Conseil administratif (exécutif) et un Conseil municipal (législatif).

### Conseil administratif
Le Conseil administratif est composé de trois conseillers, dont l'un exerce les fonctions de maire pendant un an. Ils se répartissent les dicastères pour la législature de cinq ans. Il est composé depuis 2011 d'un représentant du Centre (LC), anciennement Parti démocrate-chrétien (PDC), d'un représentant du Parti libéral-radical (PLR) et d'un représentant des Verts.
| Identité          | Étiquette | Étiquette | Fonction (Période 2025-2026) | Dicastères |
| ----------------- | --------- | --------- | ---------------------------- | --- |
| Philippe Rochetin | Le Centre |           | Conseiller administratif     | Action sociale Culture Petite-enfance Ressources humaines État civil Liens avec les entreprises et Le Sapay                |
| Fabienne Monbaron | PLR       |           | Maire                        | Aménagement du territoire Constructions Sécurité Sport Administration générale                                             |
| Mario Rodriguez   | Les Verts |           | Conseiller administratif     | Finances Espaces publics Environnement Mobilité Réseau routier Bâtiments administratifs et Immeubles communaux Génie-civil |

### Conseil municipal
Le Conseil municipal compte 27 membres (depuis 2025).
Le nombre de conseillers municipaux est défini par le droit cantonal en fonction du nombre d'habitants de la commune et arrêté par le Conseil d'État.
Le bureau est composé d'au moins quatre membres (président, vice-président, secrétaire et vice-secrétaire) et d'au moins un membre de chaque groupe représenté au Conseil municipal.
Les groupes sont représentés au sein des commissions proportionnellement à leur nombre de sièges (de un à trois membres par groupe pour les commissions permanentes ; au moins un membre par groupe pour les commissions ad hoc).

#### Composition actuelle
La dernière élection en date a lieu le 23 mars 2025, avec rectification lié à la prestation de serment en date du 2 juin 2025.
| Parti                              | Voix | Suffrages en % | +/-   | Sièges | +/- |
| ---------------------------------- | ---- | -------------- | ----- | ------ | --- |
| Le Centre (LC)                     | 734  | 23,67 %        | 1,77  | 7 / 27 | 1   |
| Parti libéral-radical (PLR)        | 682  | 21,53 %        | 0,20  | 6 / 27 | 0   |
| Les Verts (PES)                    | 520  | 16,38 %        | 6,26  | 5 / 27 | 1   |
| Parti socialiste (PS)              | 381  | 12,07 %        | 2,55  | 4 / 27 | 2   |
| Mouvement citoyens genevois (MCG)  | 263  | 8,47 %         | 3,76  | 3 / 27 | 1   |
| Union démocratique du centre (UDC) | 352  | 11,05 %        | 11,05 | 2 / 27 | 3   |
| Libertés et Justice sociale (LJS)  | 211  | 6,83 %         | 6,83  | 0 / 27 | 0   |

Suite à des tensions à l'interne de l'UDC Plan-les-Ouates, depuis le 5 juin 2025, la conseillère municipale Barbara Soulier (élue sous la bannière UDC) siège comme membre du MCG. Le groupe MCG compte désormais 3 membres, et le groupe UDC plus que 2.
Le Centre à fait liste commune avec les Vert'libéraux pour les élections municipales du 23 mars 2025. Bien que cette liste ait été la mieux élue, aucun vert'libéral n'est entré au conseil municipal. En comparaison des élections de 2020, Le Centre (ex PDC) allié aux vert'libéraux ont perdu 1.77% de suffrages.

#### Bureau du Conseil municipal
Le bureau du Conseil Municipal (entre le 1er juin 2025 et le 31 mai 2026) est composé de six membres :  
- Président :  Vincent CASARES (Le Centre)

- Vice-président :  Marco SOLARI (Les Vert·e·s de PLO)

- Secrétaire : Luis BRUNSCHWEILER (PLR - Les Libéraux Radicaux Plan-les-Ouates)

- Vice-secrétaire : Nathalie RÜEGGER (Les Socialistes)

- Membre : Alexandra SAAS (MCG - Mouvement Citoyen Genevois)

- Membre : Francisco VALENTIN (UDC)

### Jumelages
- Birsfelden (Suisse), BL
- Villefranche-sur-Mer (France)
- Sângeorgiu de Pădure (Roumanie)

## Population et société

### Gentilé
Les habitants de la commune se nomment les Planaoutiens (/pla.na.u.sjɛ̃/) ou plus couramment Plan-les-ouatiens (/plɑ̃.le.watjɛ̃/).

### Démographie

#### Évolution de la population
La commune compte 12 221 habitants au 31 décembre 2023 pour une densité de population de 2 085 hab/km2. Sur la période 2010-2023, sa population a augmenté de 22,4 % (canton : 14,6 % ; Suisse : 9,4 %).  

#### Pyramide des âges
En 2023, le taux de personnes de moins de 30 ans s'élève à 38 %, au-dessus de la valeur cantonale (33,7 %). Le taux de personnes de plus de 60 ans est quant à lui de 20,3 %, alors qu'il est de 22,2 % au niveau cantonal.
La même année, la commune compte 5 959 hommes pour 6 262 femmes, soit un taux de 48,8 % d'hommes, supérieur à celui du canton (48,3 %).
| Hommes | Classe d’âge | Femmes |
| ------ | ------------ | ------ |
| 0,5    | 90 ans ou +  | 1,1    |
| 5,4    | 75 à 89 ans  | 6,9    |
| 13,3   | 60 à 74 ans  | 13,3   |
| 21,7   | 45 à 59 ans  | 23,0   |
| 19,3   | 30 à 44 ans  | 19,5   |
| 21,9   | 15 à 29 ans  | 20,3   |
| 17,9   | - de 14 ans  | 15,8   |

| Hommes | Classe d’âge | Femmes |
| ------ | ------------ | ------ |
| 0,7    | 90 ans ou +  | 1,5    |
| 6,5    | 75 à 89 ans  | 8,8    |
| 13,0   | 60 à 74 ans  | 13,8   |
| 21,7   | 45 à 59 ans  | 21,5   |
| 22,9   | 30 à 44 ans  | 22,4   |
| 18,6   | 15 à 29 ans  | 17,2   |
| 16,7   | - de 14 ans  | 14,8   |

### Éducation
Sur le territoire de la commune, il y a plusieurs écoles primaire. L'école Champ Joly (anciennement école du Vélodrome et école des Petites-fontaines), l'école du Sapay et l'école du Pré du camp.
Du côté du degré secondaire II, la commune comprend l'École de commerce et de culture générale Aimée-Stitelmann, baptisée ainsi en l'honneur d'une passeuse franco-suisse de clandestins durant la Seconde Guerre mondiale. Projetée par le Grand Conseil dès le 19 décembre 2003, son chantier de construction dure de mars 2008 à fin juin 2008 ; les premiers élèves entrent le 25 août 2008 et l'établissement est inauguré le 20 mars 2009 à 11 h. Le complexe scolaire, s'étendant sur une surface brute de 20 858 m2, est structuré par deux bâtiments distincts reliés entre eux par un sous-sol. Accueillant 862 élèves pour sa première année, l'école en compte 1 600 en 2022,,.

## Économie
Plan-les-Ouates compte un millier d’entreprises, plus de 13 000 emplois et plusieurs filières d’excellence.

### Horlogerie
La commune abrite plusieurs grands noms de l'industrie horlogère tel que : Rolex, Frédérique Constant, Patek Philippe, Vacheron Constantin, etc.
De ce fait, Plan-les-Ouates est l'une des places importantes de l'horlogerie suisse. Elle y accueille depuis 2023, à l'Espace Tourbillon, l'école d'horlogerie de Genève.
A des fins de promotion de l'art horloger et des industries implantées sur son territoire, la commune de Plan-les-Ouates, sous l'impulsion du conseiller administratif Xavier Magnin (Le Centre), a mit en œuvre des expositions et conférences se nommant "Autour du temps". La première édition de l'évènement a eu lieu en octobre 2021.

## Tourisme
La commune de Plan les Ouates est un point de passage de l'un des nombreux chemins contemporains du Pèlerinage de Saint-Jacques-de-Compostelle. Une inauguration du nouveau tracé a lieu le 23 juin 2022.

## Héraldique
| Blason | Blasonnement : Coupé d'azur à la croix de Malte d'or, et d'or à l'épée haute de gueules. Commentaires : La croix de Malte figurant sur les armoiries, qui datent de 1924, rappelle l'ancienne union de la commune avec Compesières, où résidaient des chevaliers de l'ordre de Saint-Jean de Jérusalem. L'épée, elle, fait référence aux combats victorieux des Genevois contre les troupes du duc de Savoie en juin 1589 et aux camps des milices du XIXe siècle installés sur le territoire de la commune,. En 2005, à l'occasion de l'achèvement des travaux de rénovation et d'extension de la Mairie, la commune s'est donné un nouveau logo. Il reprend les éléments essentiels des armoiries (les couleurs et les motifs) mais éclate la forme de l'écusson. Un nouveau logo pour un nouvel avenir ? La symbolique des couleurs conforte cette hypothèse: le bleu évoque la créativité et l'inspiration, le jaune, l'action et la science. Mais les couleurs dessinent aussi le cadre à ce dynamisme : la paix pour le bleu et la conscience pour le jaune. |